# 6198 Shirakawa
6198 Shirakawa este un asteroid din centura principală de asteroizi.

## Descriere
6198 Shirakawa este un asteroid din centura principală de asteroizi. A fost descoperit pe 10 ianuarie 1992 la Okutama de Tsutomu Hioki și Shuji Hayakawa. Asteroidul prezintă o orbită caracterizată de o semiaxă mare de 2,27 ua, o excentricitate de 0,11 și o înclinație de 4,6° în raport cu ecliptica.